# Take Shelter
Take Shelter is een Amerikaanse dramafilm uit 2011. De film werd geschreven en geregisseerd door Jeff Nichols. De hoofdrollen worden vertolkt door Michael Shannon en Jessica Chastain.

## Plot
In Lagrange (Ohio) krijgt Curtis LaForche een reeks van apocalyptische visioenen en hallucinaties. Hij ziet het olie regenen, merkt stormachtige wolken en een dreigende zwerm zwarte vogels op en heeft het gevoel dat zijn dierbaren hem pijn willen doen.
Curtis houdt dit geheim voor zijn echtgenote Samantha en hun doof dochtertje Hannah. Zijn angst vertaalt zich in de compulsie om de schuilkelder in zijn tuin te verbeteren en uit te breiden om zijn gezin te beschermen. Daarnaast breekt hij ook de band met iedereen die in zijn dromen als een bedreiging overkomt, waardoor zijn relatie met zijn familie, vrienden en de rest van de hechte gemeenschap steeds problematischer wordt.
Uiteindelijk besluit hij een counselor te raadplegen. Hij praat onder meer over zijn moeder, die op ongeveer dezelfde leeftijd als hij nu heeft, ontdekte dat ze aan paranoïde schizofrenie lijdt.
Om zijn schuilkelder te bouwen, breekt Curtis enkele regels op zijn werk door stiekem bouwmateriaal uit te lenen. Daarnaast sluit hij – zonder zijn echtgenote in te lichten – een nieuwe hypothecaire lening voor zijn huis af om zijn bouwproject te financieren. Wanneer hij op een dag te veel sedativa inneemt, krijgt hij een aanval. Samantha belt een ambulance, waarna Curtis besluit om haar de waarheid te vertellen.
Curtis begint op zijn werk weg te lopen en kan niet langer samenwerken met zijn collega en vriend Dewart, waardoor hij aan zijn baas vraagt om Dewart over te plaatsen. Ondertussen staat zijn dochtertje Hannah op het punt om via een operatie een cochleair implantaat te ontvangen. Wanneer Curtis' baas ontdekt dat hij stiekem bouwmateriaal heeft gebruikt voor een persoonlijk project wordt hij ontslagen, waardoor hij nog slechts twee weken kan rekenen op een ziektekostenverzekering. Aangezien Hannah een dure operatie moet ondergaan, komt dit ontslag zeer ongelegen en lopen de spanningen tussen Curtis en Samantha op.
Samantha overtuigt Curtis om een echte psychiater te bezoeken en om met het gezin deel te nemen aan een etentje van de lokale gemeenschap, zodat ze niet het gevoel heeft dat ze geïsoleerd raakt. Maar de bijeenkomst loopt al snel uit de hand. Dewart, die het gerucht heeft verspreid dat Curtis gek is geworden, confronteert zijn vroegere collega tijdens het etentje. Hij duwt Curtis, waarna die ook een klap uitdeelt en zijn geduld verliest. Hij reageert verbaal agressief en schreeuwt dat er een storm aankomt waarop niemand voorbereid is.
Een alarmsignaal waarschuwt Curtis en zijn gezin dat er een tornado aankomt. Ze lopen de schuilkelder in en doen gasmaskers aan. Wanneer de storm is gaan liggen, wil Samantha opnieuw naar buiten, maar Curtis is ervan overtuigd dat er nog steeds een storm is. Uiteindelijk weet ze hem te overtuigen om zelf de deur van de schuilkelder open te doen. Curtis opent de deur, ziet de stralende zon en merkt dat de storm voorbij is.
Een psychiater raadt het koppel aan om niet af te zien van hun geplande strandvakantie, maar vindt wel dat Curtis zich nadien moeten laten behandelen in een psychiatrisch ziekenhuis. Tijdens hun vakantie in Myrtle Beach bouwen Curtis en Hannah op het strand een zandkasteel. Aan de horizon zien ze reusachtige donderwolken en tornado's opduiken. Wanneer Samantha uit hun vakantiehuisje wandelt, merkt ze op dat het olie regent. Ze kijkt Curtis aan met een begripvolle blik, waarna het gezin besluit om te gaan schuilen in het strandhuisje.

## Rolverdeling
| Acteur             | Personage         |
| ------------------ | ----------------- |
| Michael Shannon    | Curtis LaForche   |
| Jessica Chastain   | Samantha LaForche |
| Shea Whigham       | Dewart            |
| Katy Mixon         | Nat               |
| Kathy Baker        | Sarah             |
| Ray McKinnon       | Kyle              |
| Robert Longstreet  | Jim               |
| Guy Van Swearingen | Myers             |
| LisaGay Hamilton   | Kendra            |
| Tova Stewart       | Hannah LaForche   |
| Bart Flynn         | Dave              |
| Natasha Randall    | Cammie            |
| Scott Knisley      | Lewis             |
| Nick Koesters      | Rich              |
| Ron Kennard        | Russell           |

## Productie
Na zijn debuutfilm Shotgun Stories wilde Jeff Nichols een verhaal over angst schrijven. Nichols, die pas getrouwd was en er net een succesvol filmdebuut had opzitten, zat in de zomer van 2008 met de angst dat zijn geluk zou keren. Daarnaast was hij er op dat ogenblik van overtuigd dat het onderwerp angst omwille van de lage dollarkoers, het smelten van de ijskappen, de regering Bush die op instorten stond en de IJslandse bankencrisis ook voor de rest van de wereld herkenbaar zou zijn.
De inspiratie voor het hoofdpersonage Curtis kwam er nadat Nichols op een dag in zijn tuin getroffen werd door het beeld van een man die bij een open schuilkelder staat. Vervolgens ontwikkelde hij het verhaal door universele thema's, een baan en een familie voor het personage te bedenken, waardoor het initiële idee van een man die in een schuilkelder staart naar de achtergrond verdrongen werd.
Hoewel het zijn doel was om een dramatisch verhaal te vertellen, voegde hij bewust enkele genre-elementen toe aan zijn verhaal om de film toegankelijker te maken. In dit geval combineerde hij de toon van zijn debuutfilm Shotgun Stories met de stijl van een psychologische thriller. Hij liet zich inspireren door Kathryn Bigelows The Hurt Locker (2008) – wat hij als de indie-versie van Bigelows Point Break (1991) beschouwde – om een genrefilm te maken op de manier waarop onafhankelijke films gemaakt worden.
In de zomer van 2009 stuurde Nichols zijn scenario op naar producente Sophia Lin, met wie hij eerder had samengewerkt aan een project dat uiteindelijk geannuleerd werd. Lin schakelde vervolgens producent Tyler Davidson in omdat die vertrouwd was met de fiscale regels in Ohio, waar de film zou opgenomen worden. Davidson kreeg bovendien ook een budget van 5 miljoen dollar bij elkaar voor de film.
Michael Shannon, die eerder al de hoofdrol had vertolkt in Nichols' debuutfilm, werd gecast als het hoofdpersonage Curtis LaForche. Volgens Lin werd de rol nochtans niet geschreven met de acteur in het achterhoofd. Voor Curtis' echtgenote Samantha kwam Nichols via uitvoerend producente Sarah Green, die op dat ogenblik ook aan The Tree of Life (2011) meewerkte, uit bij actrice Jessica Chastain. Nichols had Chastain nog nooit aan het werk gezien en castte haar uiteindelijk op basis van gesprekken die hij voerde met regisseur Terrence Malick en de actrice zelf.
De opnames duurden 24 dagen en vonden in juni en juli 2010 plaats in Grafton, Elyria, LaGrange, Oberlin en Chardon.
Op 24 januari 2011 ging Take Shelter in première op het Sundance Film Festival. Nog voor de première verwierf Sony Pictures Classics de distributierechten voor Noord- en Latijns-Amerika, Australië en Nieuw-Zeeland. Nadien was Take Shelter ook te zien op de filmfestivals van Cannes en Londen. In België en Nederland werd de film in 2012 uitgebracht door A-Film.

## Prijzen en nominaties
| Jaar | Prijs                                                          | Genomineerde(n)            | Uitslag     |
| ---- | -------------------------------------------------------------- | -------------------------- | ----------- |
| 2011 | New York Film Critics Circle Award for Best Supporting Actress | Jessica Chastain           | Gewonnen    |
| 2012 | Independent Spirit Producers Award                             | Sophia Lin                 | Gewonnen    |
| 2012 | Independent Spirit Award for Best Director                     | Jeff Nichols               | Genomineerd |
| 2012 | Independent Spirit Award for Best Feature                      | Tyler Davidson, Sophia Lin | Genomineerd |
| 2012 | Independent Spirit Award for Best Male Lead                    | Michael Shannon            | Genomineerd |
| 2012 | Independent Spirit Award for Best Supporting Female            | Jessica Chastain           | Genomineerd |
| 2011 | Satellite Award for Best Actor u2013 Motion Picture Drama      | Michael Shannon            | Genomineerd |
| 2011 | Gotham Independent Film Award for Best Feature                 |                            | Genomineerd |
| 2011 | Gotham Independent Film Award fro Best Ensemble Performance    |                            | Genomineerd |
| 2012 | Independent Spirit Producers Award                             | Sophia Lin                 | Genomineerd |